# Janka Rupkina
Janka Anastasowa Rupkina (bulgarisch Янка Анастасова Рупкина, * 15. August 1938 in Bogdanowo, Gemeinde Sredez, Bulgarien) ist eine bulgarische Folklore-Sängerin. Ihr Repertoire umfasst vor allem Volkslieder aus der Strandscha-Folkloreregion. Sie war einer der Begründerin des Trio Bulgarka.
Am 21. Dezember 1971 gehörte Rupkina zu den Überlebenden eines Flugzeugunglücks in Sofia. Sie erlitt bei dem Unfall Verbrennungen an den Händen.